# DJ Screw
DJ Screw, pseudonimo di Robert Earl Davis Jr. (Smithville, 20 luglio 1971 – Houston, 16 novembre 2000), è stato un rapper statunitense.
Davis pubblicò oltre 350 mixtape e fu riconosciuto come un innovatore, principalmente a livello regionale, fino alla sua morte, per overdose di codeina nel 2000. Il suo lavoro è stato scoperto da un pubblico più ampio intorno al 2005 e ha continuato a influenzare un'ampia varietà di artisti.
Dj Screw è inoltre considerato padre del genere musicale phonk.

## Biografia
Robert Earl Davis Jr. nacque a Smithville, in Texas, negli Stati Uniti. Suo padre, Robert Earl Davis Sr., era un camionista basato a Houston, mentre sua madre era Ida May Deary.
Da giovane DJ Screw aspirava a diventare un camionista come suo padre, ma quando scoprì il giradischi di sua madre ne fu attratto e iniziò a prendere lezioni di pianoforte. Dopo sette anni di pratica era in grado di suonare a orecchio opere come Studio in do maggiore di Chopin. Il suo interesse musicale cambiò quando ascoltò i dischi di BB King e Johnnie Taylor e li graffió sul giradischi come un DJ, rallentando la rotazione del disco e poi permettendo di riaccelerare, giocando con il suono.

## Carriera
Davis iniziò a fare il DJ all'età di 12 anni, nel 1983, e cominciò a realizzare mix nel 1990. Durante i primi anni '90 invitò alcuni degli MC della zona sud di Houston a fare rime su quei mix. Questo gruppo di MC diede origine alla Screwed Up Click. La formazione originale includeva Big Hawk, Big Moe, ESG e Fat Pat, tra gli altri. La troupe in seguito accorpò artisti emergenti come Z-Ro, Trae tha Truth e Lil Flip. La carriera di DJ Screw progredì dopo l'incontro con Russell Washington della BigTyme Recordz e il suo contratto con l'etichetta.
Successivamente aprì un negozio di dischi a Houston, chiamato "Screwed Up Records and Tapes", mostrato in numerosi video musicali, documentari e film. All'inizio degli anni 2010 il negozio originale chiuse. Ora ci sono diversi "Screwed Up Records and Tapes" sparsi per il Texas, tra cui a Beaumont e ad Austin.

## Morte ed eredità
Il 16 novembre 2000 Davis venne trovato senza vita all'interno del suo studio di registrazione di Houston; i rapporti del medico legale stabilirono che si trattava di overdose di codeina oltre a intossicazione da droghe miste.
DJ Screw ha avuto una notevole influenza nella scena di Houston e non solo, "aiutando a cementare la sua eredità di avanguardista sottovalutato, creatore di un suono sui generis che è ancora in crescita e in mutamento". Il governatore del Texas Rick Perry lo ha onorato nominandolo un pioniere ufficiale della musica del Texas. La Houston Press ha nominato l'album del 1995, 3 'n the Mornin' (parte seconda) al numero 13 nella sua lista dei 25 migliori album rap di Houston di tutti i tempi, riconoscendo al disco il suo contribuito a plasmare la cultura hip-hop di Houston. Molti artisti al di fuori del rap di Houston sono stati influenzati dal lavoro di Screw, tra gli altri artisti elettronici sperimentali come Oneohtrix Point Never, Balam Acab, How to Dress Well e Rabit.
Il genere iniziato da DJ Screw si è evoluto in una sottocultura di Houston associata al consumo ricreativo di codeina, gioielli vistosi ed elaborati veicoli vintage. Gli appassionati ascoltatori di Screw si definiscono  "testa di vite".
Un festival musicale e uno spettacolo automobilistico in onore di DJ Screw è stato organizzato nel 2006. Il DJ Screwfest inaugurale comprendeva 200 veicoli e una scaletta con importanti artisti hip-hop di Houston come Trae e Chingo Bling. Il primo festival si è svolto presso il quartiere fieristico della contea di Pasadena.
Il film documentario del 2007, Screwed In Houston, prodotto da VBS/Vice Magazine, descrive in dettaglio la storia della scena hip hop di Houston e l'influenza della sottocultura "screw" sull'hip hop di Houston. La serie in cinque parti dedica un episodio completo a DJ Screw e include filmati che lo ritraggono alcuni giorni prima della sua morte. La sezione hip-hop della biblioteca dell'Università di Houston include i DJ Screw Papers, che comprendono circa 1500 dischi in vinile di proprietà di DJ Screw, registrazioni originali di DJ Screw, fotografie, elenchi di brani scritti a mano e altro ancora.